# Campairos
Campairos es un lugar español actualmente despoblado, situado en la parroquia de Carracedo de la Sierra, del municipio de La Gudiña, en la provincia de Orense, Galicia.

## Demografía
| Gráfica de evolución demográfica de Campairos entre 2000 y 2022 |
|                                                                 |
| Datos según el nomenclátor publicado por el INE.                |